# Châtaigne d'Ardèche AOC
La châtaigne d'Ardèche est une appellation d'origine contrôlée depuis 2006. Cette appellation d'origine concerne la châtaigne fraîche et sèche, les brises de châtaignes sèches, la farine, la purée et les châtaignes entières épluchées. Son terroir couvre 118 communes de l'Ardèche, 7 du Gard et 2 de la Drôme.

## Historique
Des feuilles de châtaignier fossilisées  datant de l'ère tertiaire ont été retrouvées dans des carrières de diatomite de Saint-Bauzile. Les strates où elles ont été retrouvées ont été datées de 8,5 millions d'années.

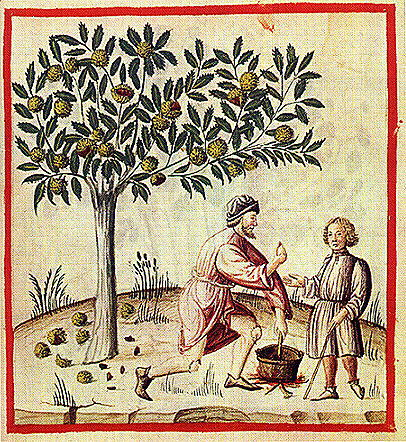
Récolte de châtaignes au XIVe siècle

Les bénédictins, installés dans des abbayes au centre du Vivarais, dès le IXe siècle et jusqu'au XIIe siècle, commencèrent à greffer des châtaigniers constituant les premières châtaigneraies exploitées. Mais ce ne fut qu'après la guerre de Cent Ans que la culture des châtaigniers progressa vers la partie méridionale du Vivarais, au sud d'Aubenas, au cours du XVe siècle. À la même époque, la châtaigneraie se développa vers le nord du Vivarais mais de manière plus lente. L'essor de cette culture perdura jusqu'au XIXe siècle, où le châtaignier fut surnommé « l'arbre à pain », car ses rendements étaient plus importants que ceux des céréales. 
Les agriculteurs du département jugèrent qu'il était important et nécessaire pour préserver la source de leur revenu en mettant en place une préservation l'appellation d'origine « châtaigne de l'Ardèche ». Par le biais de leur syndicat, ils déposèrent en septembre 1998 auprès de l'INAO un dossier pour faire reconnaître la spécificité de leur production brute et transformée. L'institut national donna son accord de principe lors d'une session le 30 mars 2000 pour la châtaigne fraîche. Deux ans plus tard, le 21 mars 2002, un complément de dossier fut avalisé pour les châtaignes sèches, les brises de châtaignes, la farine de châtaignes, les châtaignes entières écalées et la purée de châtaignes. Des experts furent envoyés sur le terrain, dès le 19 mai 2005 pour juger du bien-fondé historique de la délimitation territoriale exposée dans le dossier et le 27 mars 2006, l’INAO put valider le cahier des charges remis par le syndicat des agriculteurs ardéchois. Les décrets relatifs à la protection de l’appellation parurent au Journal officiel le 30 juin 2006. Actuellement, la châtaigneraie continue à recouvrir les pentes orientales du Massif central où « ses fruits développent des qualités gustatives qui jouissent d'une notoriété établie ».
L'AOP a été enregistrée, à la suite d'une décision de la Commission européenne, en date du 14 janvier 2014.

## Variétés

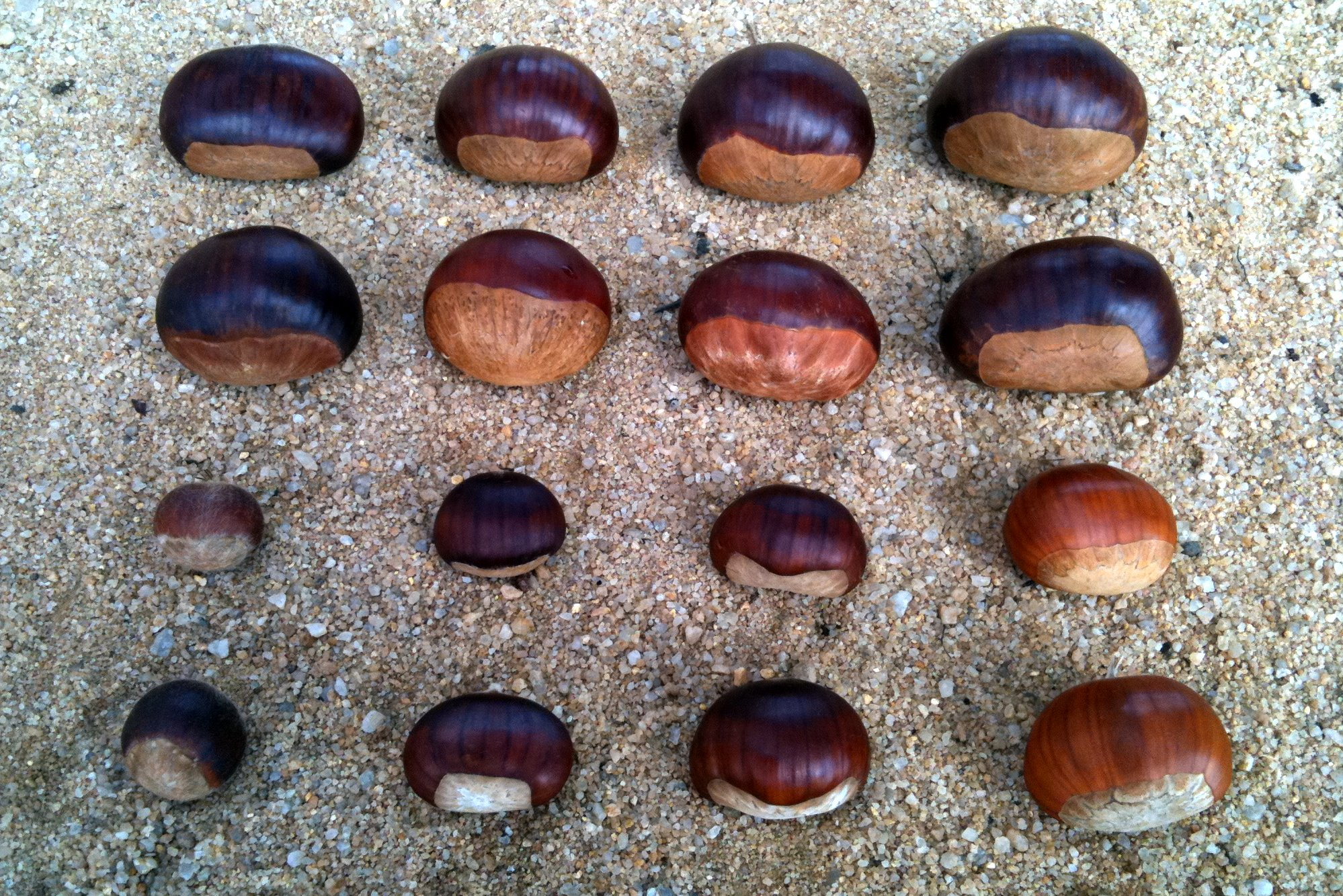
Variétés de châtaignes

Les agriculteurs-producteurs cultivent cinq grandes variétés : 
– la sardonne, dont les qualités furent vantées par Olivier de Serres. Elle semble avoir permis, par croisement, de sélectionner les meilleures variétés actuelles ;
– la bouche rouge, qui ne produit qu'une amande unique, mais cette variété est plus productive et surtout plus résistante ;
– la comballe, qui fut identifiée à la ferme des Combeaux de Saint-Pierreville et qui jouit d'une grande réputation ;
– l'aguyane, nommée ainsi pour sa forme pointue, est spécifique à la partie méridionale de l'Ardèche ;
– la merle, variété précoce et rustique, mais moins douce que la Comballe, fait partie du  terroir des combes fraîches du Haut-Vivarais.

## Communes productrices
Le droit d'utilisation de l'appellation « Châtaigne d'Ardèche » dans un cadre commercial s'étend sur le territoire de 127 localités, dont 118 communes de l'Ardèche, 2 de la Drôme et 7 du  Gard. 

### Ardèche

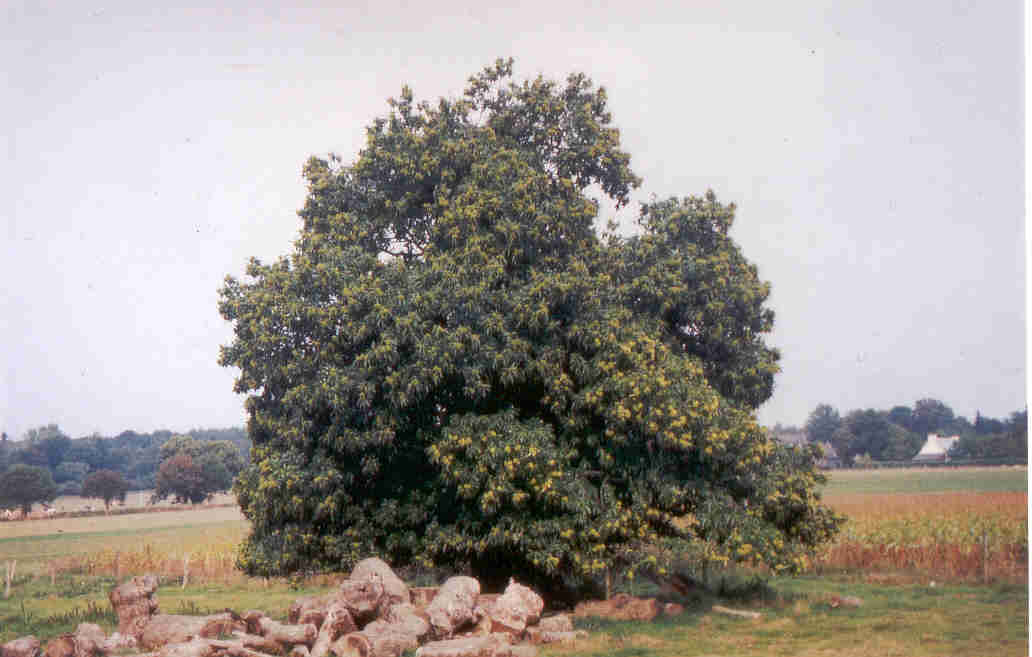
Châtaignier

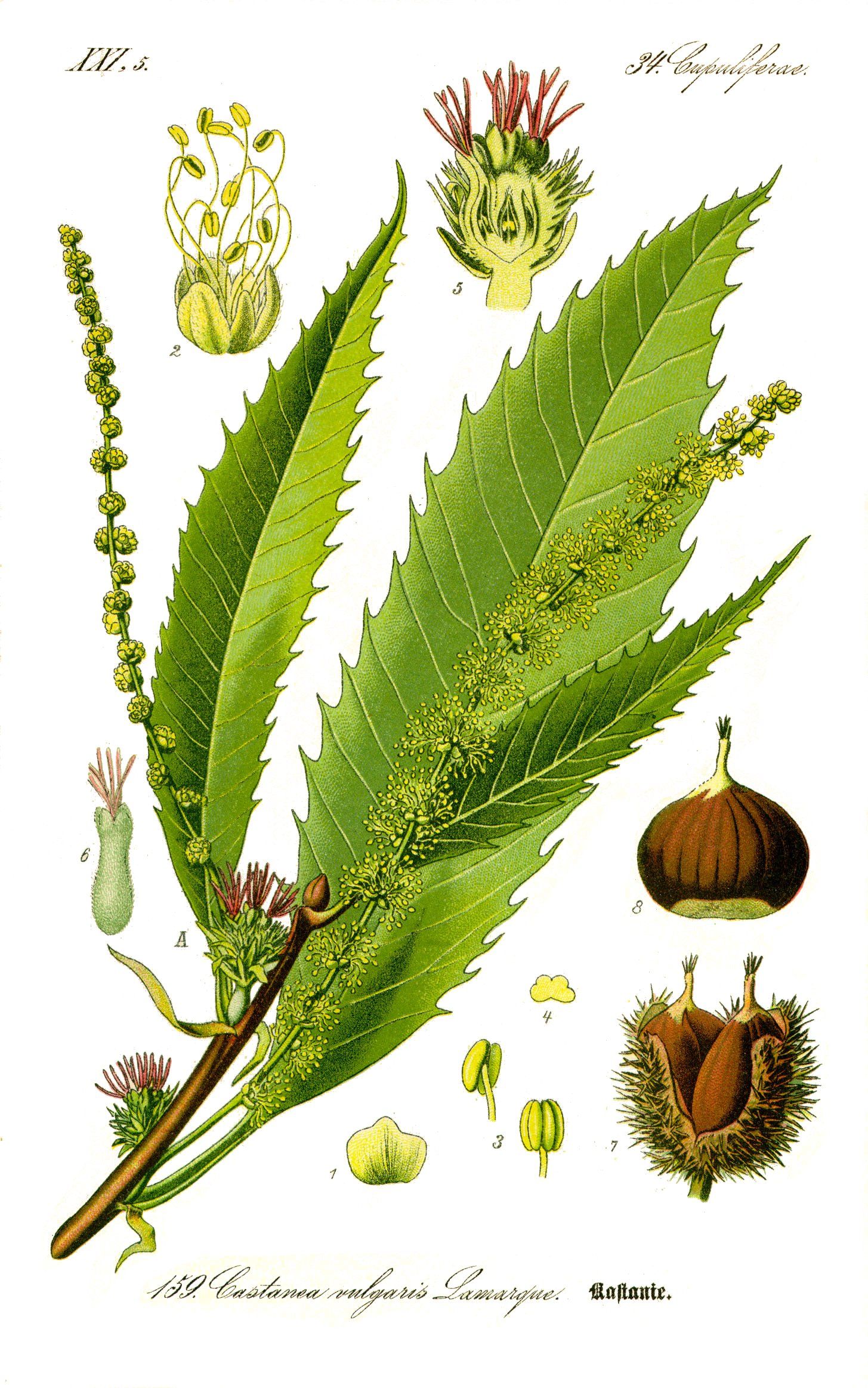
Planche botanique de Castanea sativa

L’appellation d'origine contrôlée «Châtaigne d'Ardèche» s’étend sur les communes suivantes :
- A : Accons, Ailhon, Aizac, Ajoux, Albon-d'Ardèche, Alboussière, Alissas, Antraigues-sur-Volane, Arlebosc, Asperjoc, Les Assions, Astet, Aubenas, Aubignas ;

- B : Barnas, Beauchastel, Beaumont, Beauvène, Berzème, Boffres, Borne, Boucieu-le-Roi, Bozas, Burzet ;

- C : Chalencon, Chambonas, Champis, Chassiers, Châteauneuf-de-Vernoux, Chazeaux, Le Cheylard, Chirols, Colombier-le-Jeune, Colombier-le-Vieux, Coux, Le Crestet, Creysseilles ;

- D : Darbres, Désaignes, Dompnac, Dornas, Dunière-sur-Eyrieux ;

- E : Empurany ;

- F : Fabras, Faugères, Flaviac, Fons, Freyssenet ;

- G : Genestelle, Gilhac-et-Bruzac, Gilhoc-sur-Ormèze, Gluiras, Gourdon, Gravières ;

- I : Intres, Issamoulenc ;

- J : Jaujac, Jaunac, Joannas, Joyeuse, Juvinas ;

- L : Labastide-sur-Bésorgues, Labatie-d'Andaure, Labégude, Lablachère, Laboule, Lachapelle-sous-Aubenas, Lachapelle-sous-Chanéac, Lalevade-d'Ardèche, Lamastre, Largentière, Laurac-en-Vivarais, Laval-d'Aurelle, Laviolle, Lentillères, Loubaresse, Lussas, Lyas ;

- M : Malarce-sur-la-Thines, Malbosc, Marcols-les-Eaux, Mariac, Mayres, Mercuer, Meyras, Mézilhac, Mirabel, Montpezat-sous-Bauzon, Montréal, Montselgues ;

- N : Nonières, Nozières ;

- O : Les Ollières-sur-Eyrieux ;

- P : Pailharès, Payzac, Péreyres, Planzolles, Pont-de-Labeaume, Pourchères, Prades, Pranles, Privas, Prunet ;

- R : Ribes, Rocher, Rochessauve, Rocles, Rompon, Rosières, Le Roux ;

- S : Sablières, Saint-Agrève, Saint-Andéol-de-Vals, Saint-André-Lachamp, Saint-Apollinaire-de-Rias, Saint-Barthélemy-Grozon, Saint-Barthélemy-le-Meil, Saint-Barthélemy-le-Plain, Saint-Basile, Saint-Christol, Saint-Cierge-la-Serre, Saint-Cierge-sous-le-Cheylard, Saint-Cirgues-de-Prades, Saint-Didier-sous-Aubenas, Saint-Étienne-de-Boulogne, Saint-Étienne-de-Fontbellon, Saint-Étienne-de-Serre, Saint-Félicien, Saint-Fortunat-sur-Eyrieux, Saint-Genest-de-Beauzon, Saint-Genest-Lachamp, Saint-Georges-les-Bains, Saint-Gineis-en-Coiron, Saint-Jean-Chambre, Saint-Jean-de-Muzols, Saint-Jean-le-Centenier, Saint-Jean-Roure, Saint-Jeure-d'Andaure, Saint-Joseph-des-Bancs, Saint-Julien-Boutières, Saint-Julien-du-Gua, Saint-Julien-du-Serre, Saint-Julien-en-Saint-Alban, Saint-Julien-Labrousse, Saint-Julien-le-Roux, Saint-Laurent-du-Pape, Saint-Laurent-les-Bains, Saint-Laurent-sous-Coiron, Saint-Martin-de-Valamas, Saint-Martin-sur-Lavezon, Saint-Maurice-en-Chalencon, Saint-Mélany, Saint-Michel-d'Aurance, Saint-Michel-de-Boulogne, Saint-Michel-de-Chabrillanoux, Saint-Paul-le-Jeune, Saint-Pierre-de-Colombier, Saint-Pierre-la-Roche, Saint-Pierre-Saint-Jean, Saint-Pierreville, Saint-Pons, Saint-Priest, Saint-Privat, Saint-Prix, Saint-Romain-de-Lerps, Saint-Sauveur-de-Montagut, Saint-Sernin, Saint-Sylvestre, Saint-Victor, Saint-Vincent-de-Durfort, Sainte-Marguerite-Lafigère, Les Salelles, Sanilhac, Sceautres, Silhac, La Souche ;

- T : Tauriers, Thueyts, Toulaud ;

- U : Ucel ;

- V : Valgorge, Vals-les-Bains, Les Vans, Vaudevant, Vernon, Vernoux-en-Vivarais, Vesseaux, Veyras.

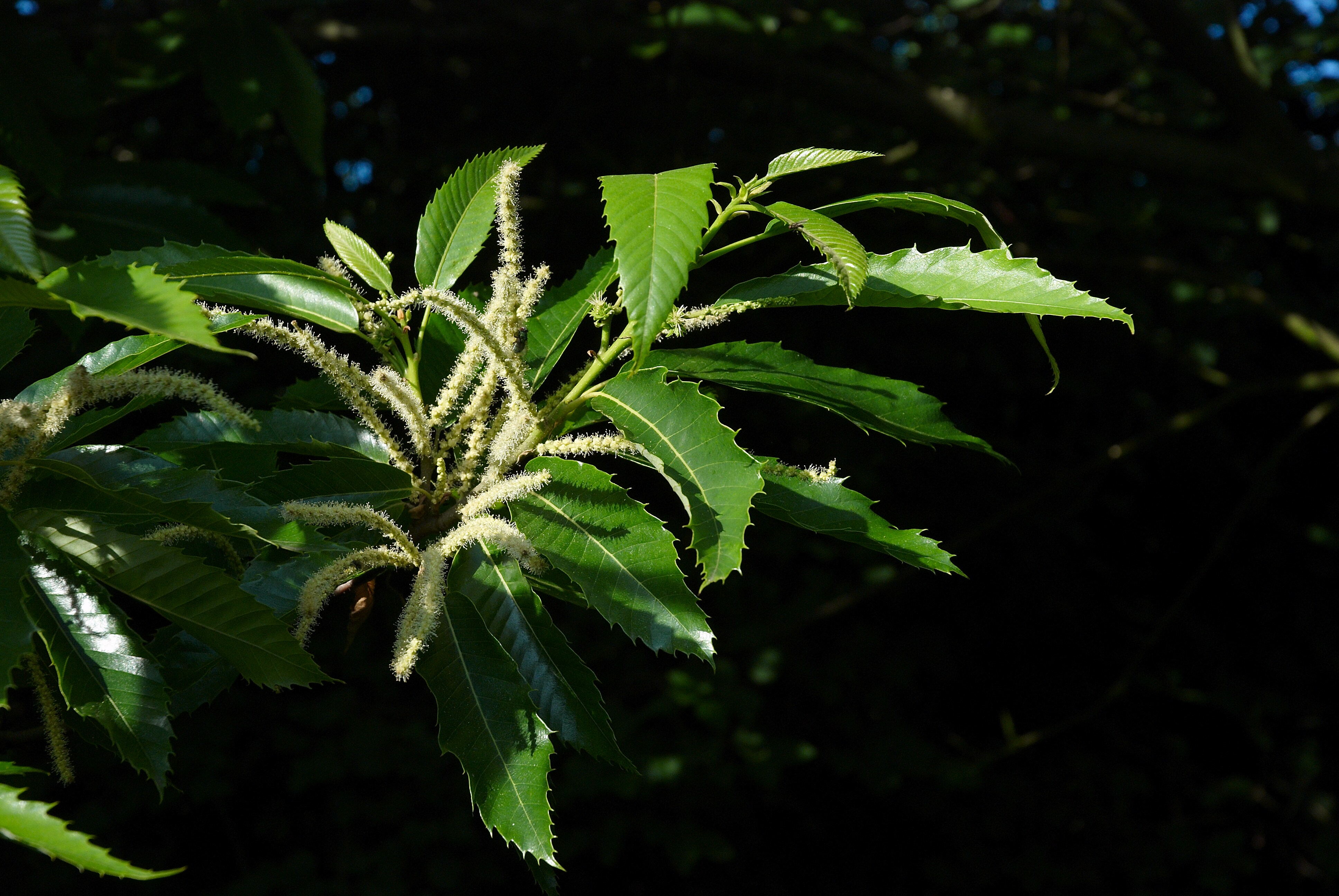
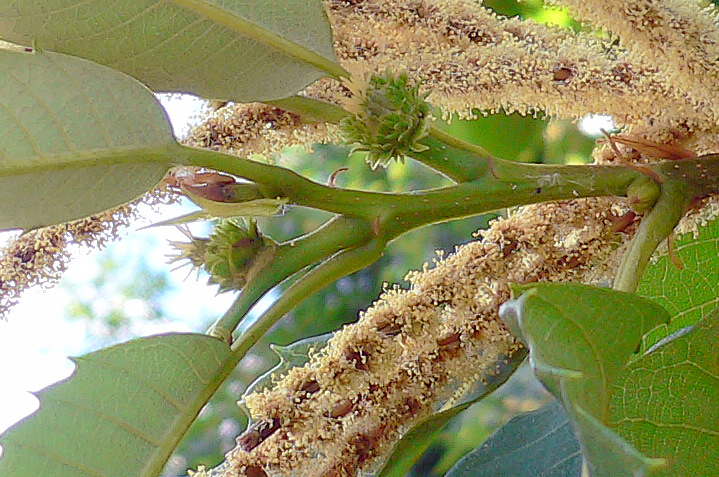
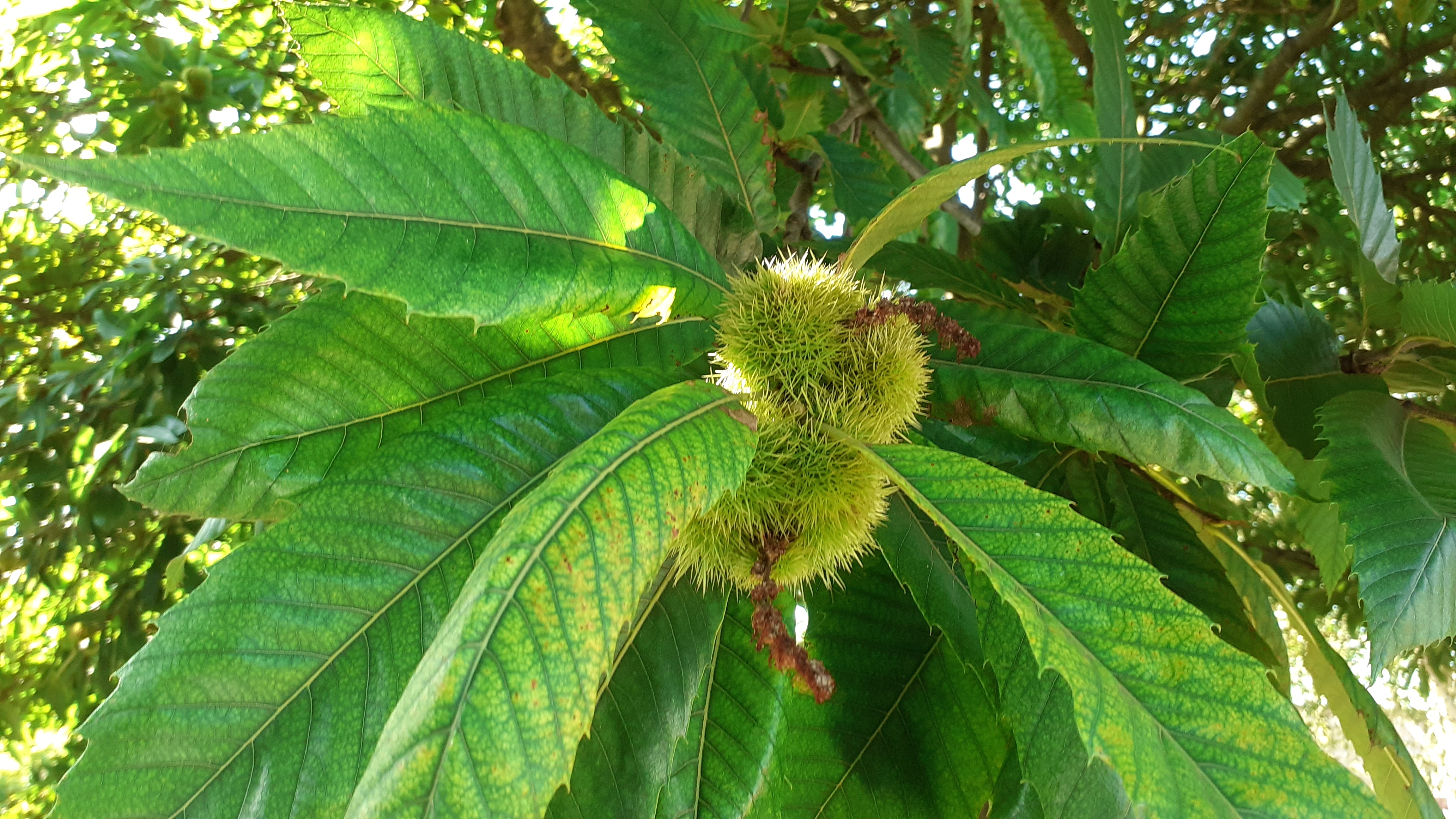
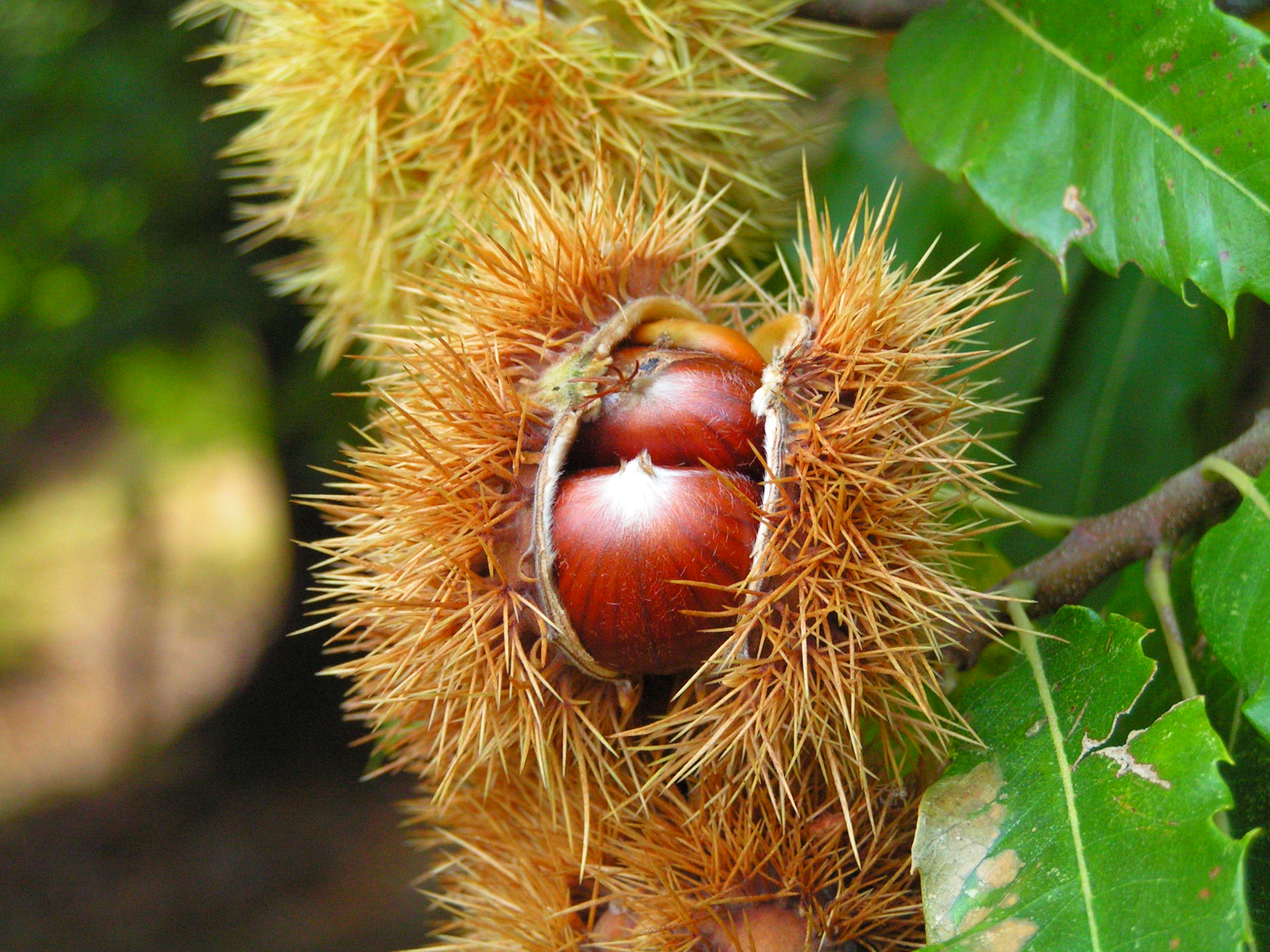
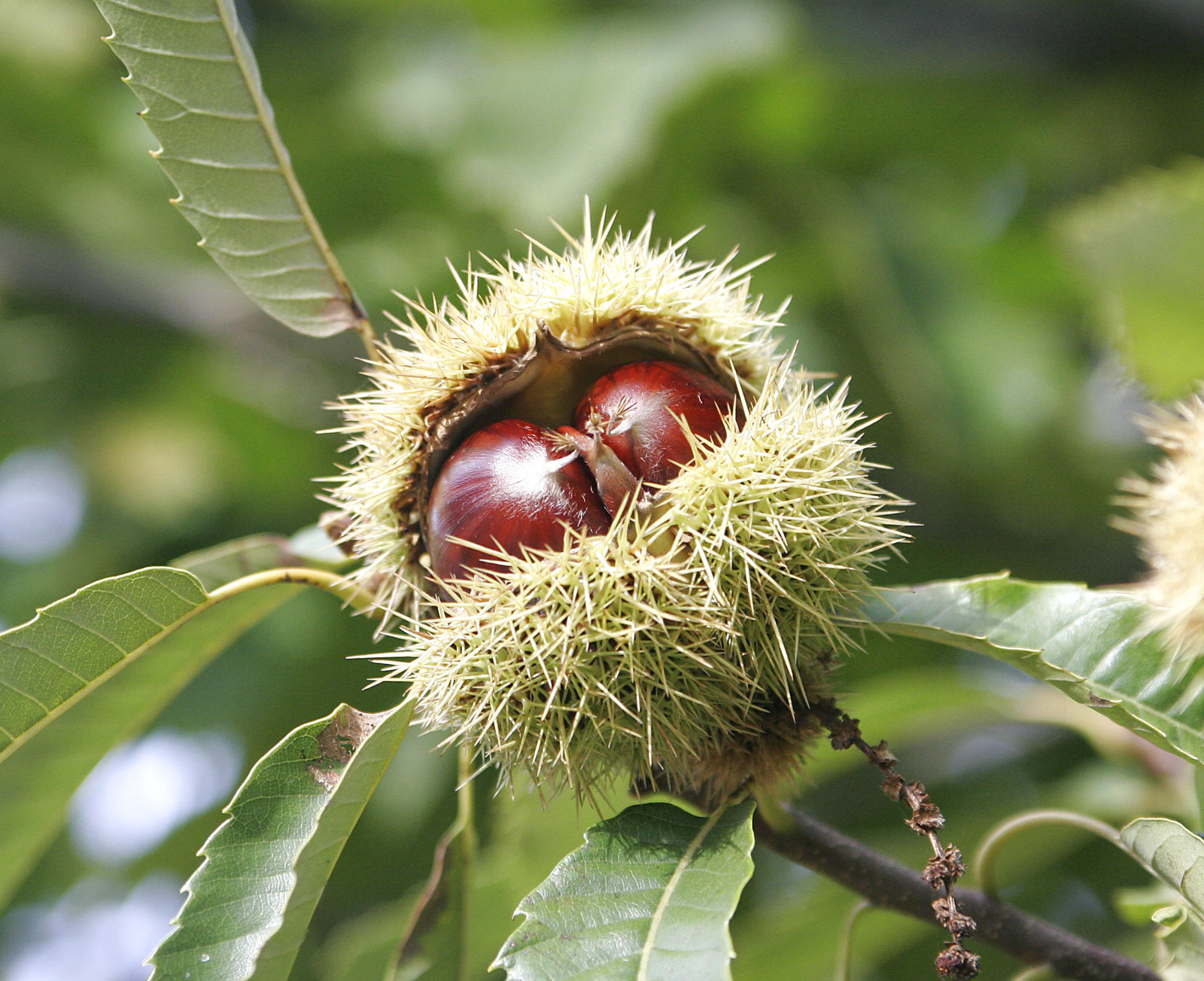

### Drôme
L’appellation d'origine contrôlée « châtaigne d'Ardèche » s’étend sur les localités drômoises de Gervans et de Tain-l'Hermitage.

### Gard
L’appellation d'origine contrôlée « châtaigne d'Ardèche » s’étend sur sept communes gardoises, à savoir : Aujac, Bordezac, Courry, Gagnières, Meyrannes, Peyremale et Saint-Brès.

## Production

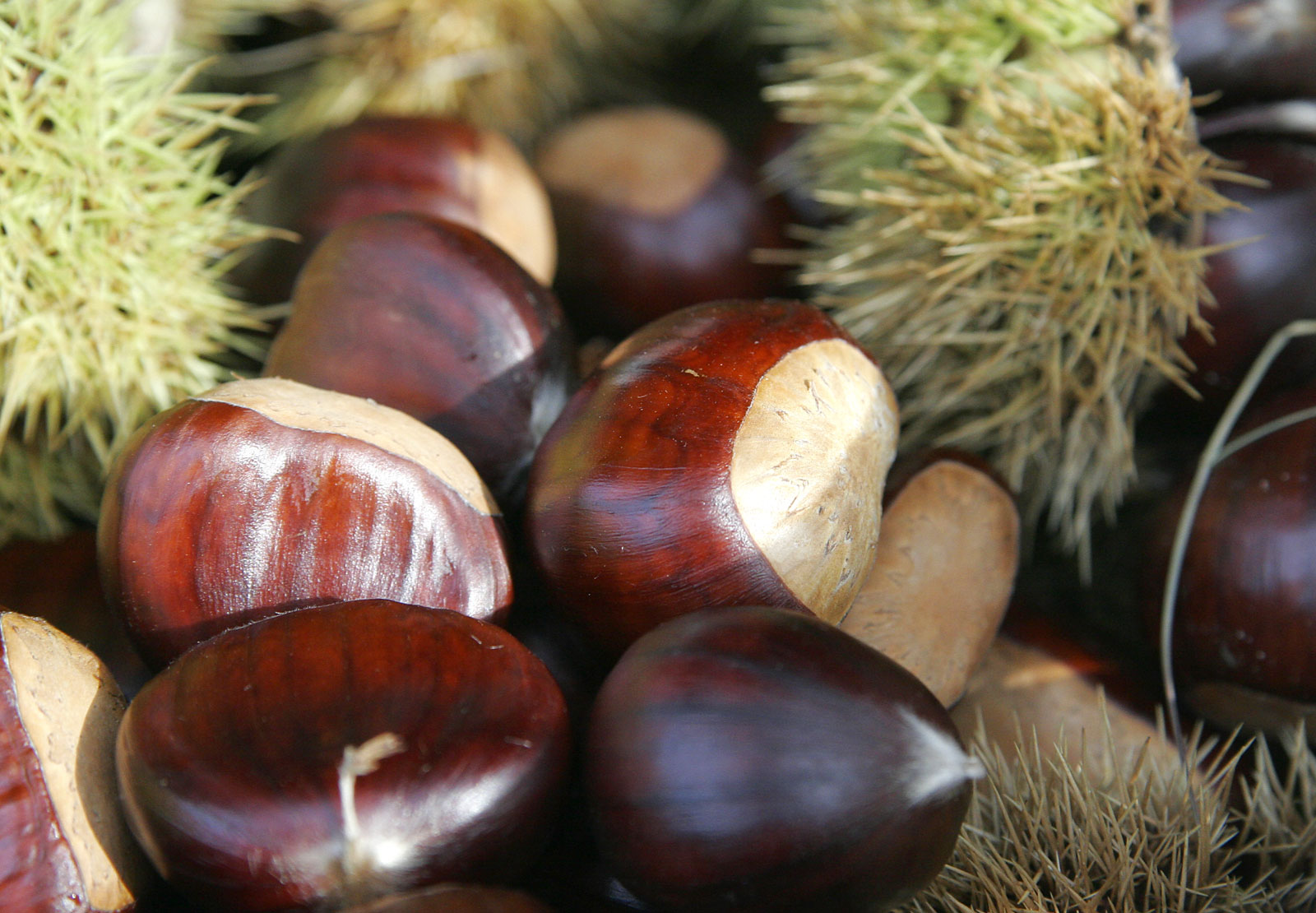
La reine des châtaignes

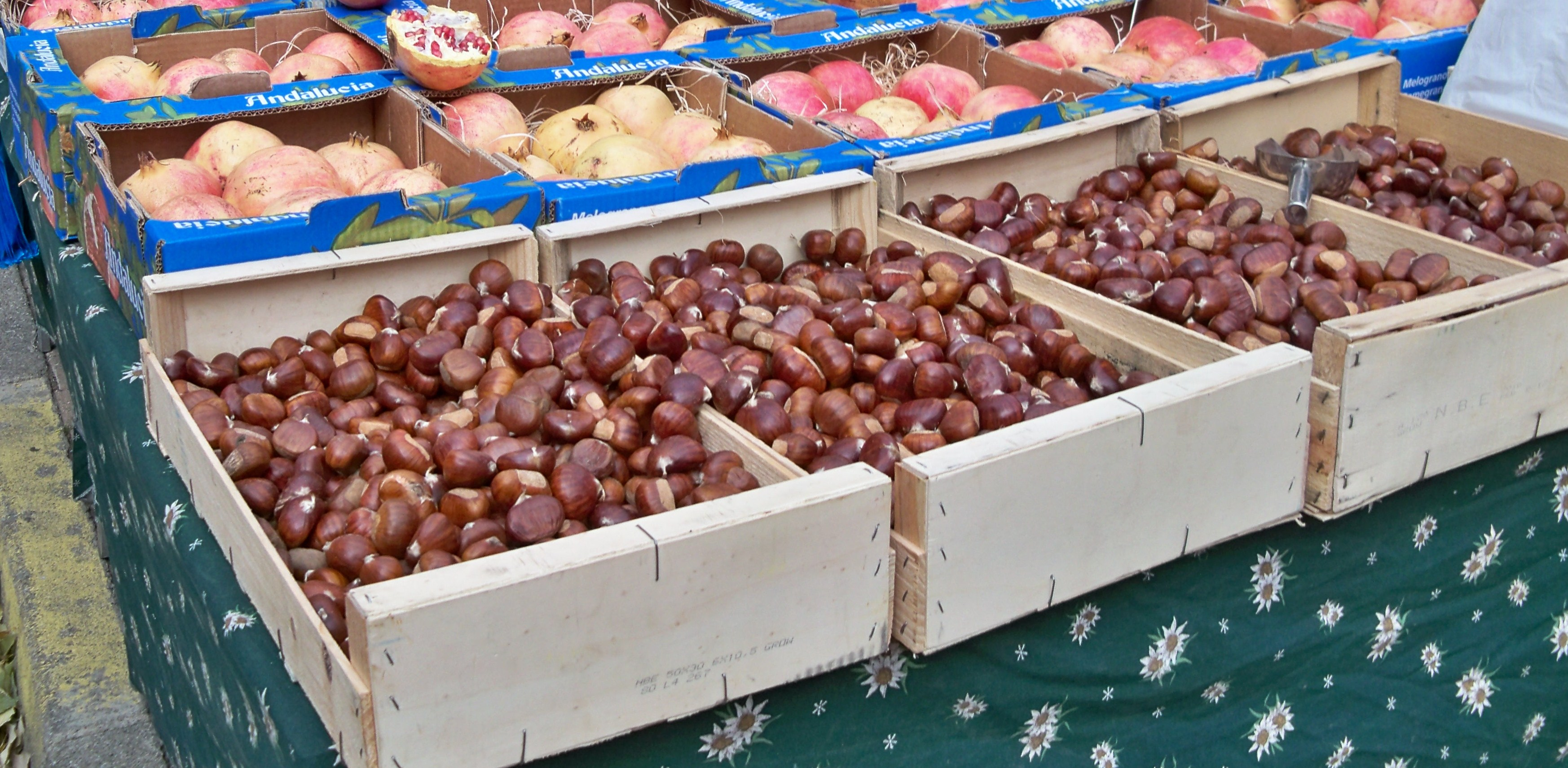
Caisses de châtaignes au marché

La production issue de l'aire de l'AOC implique au total plus de 1 000 exploitations agricoles. Ces dernières ont une importance économique certaine tant sur les emplois que sur les revenus des ménages (20 à 60 % selon les secteurs).
De plus, les agriculteurs, dans le cadre de ce label officiel, apportent la garantie du respect d'un cahier des charges très strict et se soumettent à des contrôles leur permettant de garantir la qualité sanitaire et gustative de leur production. Ils se sont notamment imposés de ne pas utiliser de produits de synthèse, ce qui fait de la culture des châtaigniers (castanéiculture pour l'administration) « un mode de culture naturelle, respectueux de l'environnement ».